# Церковь Рождества Пресвятой Богородицы (Пенино)
Церковь Рождества Пресвятой Богородицы — православный храм в деревне Пенино Сланцевского района Ленинградской области. Здание построено в конце XIX века.
Выявленный памятник архитектуры.

## История
Впервые местный погост с церковью Рождества Пресвятой Богородицы упоминается в Писцовой книге Шелонской Пятины ещё в 1498 году. В течение нескольких столетий храм несколько раз менялся и переделывался, каждый раз в качестве строительного материала использовалось дерево.
В 1880-х годах купец второй гильдии и церковный староста Симеон Гавриилович Гаврилов вместе с прихожанами Пенино решил построить новый каменный храм. Здание решено было разместить юго-восточнее прежней церкви, стоявшей у дороги Осьмино — Гдов, где при ней существовало старое кладбище. Место для новой церкви выбрано на холме, над озером Пенино, рядом с источником святой Параскевы Пятницы. Новый храм освятили также как и прежний, в честь Рождества Пресвятой Богородицы с приделами Сретения Господня, святого благоверного князя Александра Невского и императора Александра II, в память которого и строилась церковь.
Пятикупольный храм в русском стиле с шатровой колокольней и шатровыми крыльцами возводили в 1893—1900 годах. Архитектором выступил Николай Никитич Никонов. Строительство храма обошлось в 155 тысяч рублей, из которых 68 тысяч были пожертвованы С. Г. Гавриловым. 17 августа 1900 года произошло освящение храма при участии епископа Нарвского и викария Санкт-Петербургской епархии Никона (Софийского), а также Иоанна Кронштадтского. Главному жертвователю и строителю храма Гаврилову прихожане преподнесли икону в драгоценных золотых ризах и благодарственный адрес. Через год состоялось освящение боковых приделов.
Благодаря строительству крупной церкви в Пенино и участию в этом Иоанна Кронштадтского, у деревни Поречье, в нескольких километрах от храма, была основана Свято-Покровская Поречская женская община, ставшая позже монастырём. В 1920-е годы здесь жили до 20 сестёр. До 1925 года приходу и клиру в целом удавалось регулировать отношения с Советской властью. В 1921 году Пенинский приход заключил договор с Ложголовским волостным Советом рабочих и крестьянских депутатов. В 1922 году из церкви Рождества Богородицы было совершено частичное изъятие ценностей, но она продолжила работать вплоть до 1930-х годов.
В 1930-е годы храм был закрыт. В период Великой Отечественной войны в нём ненадолго возобновлялись богослужения. После войны, за отсутствием прихода, богослужение в храме Рождества Богородицы прекратилось. Иконостас был перенесен в Крестовоздвиженскую церковь села Ополье. Церковь в Пенино находилась в запустении и начала разрушаться. В бывших церковных домах в 1950-х годах была размещена школа-интернат. В доме священника находились клуб и кинотеатр, затем там был устроен школьный склад.
В 2010 году началось восстановление здания. В цокольном этаже был освящён придел митрополита Московского Алексия. В окрестностях храма регулярно проводятся православные молодёжные лагеря. Благодаря поездкам в Пенино социально реабилитируются трудновоспитуемые подростки из центра Василия Великого.
22 августа 2021 года произошло освящение полностью восстановленной церкви при участии митрополита Варсонофия.